# Дигорское общество
Диго́рское о́бщество — историческое общество на западе средневековой Осетии.

## География
Дигорское общество занимало ущелье по реке Урух в западной части Осетии. На востоке оно граничило с Алагирским обществом Северной Осетии, на западе — с Балкарией, с южной стороны её соседом была Грузия, а с северной — Кабарда.

## История
Осенью 1650 г. по пути в Грузию русские послы Толочанов и Иевлев остановились в Анзоровой Кабарде. Сюда приходили «из гор два человека дигорцев смотреть государевых послов, а имена их Смаил да Чибирка. Им задали вопрос ‘отколе пришли, и каково владения, и для чево пришли’. И они сказались дигорцы. Жилище их в горах, вверх по реке Урухе, а владелец у них Алкас мурза Карабгаев; а владенье его четыре кабака. А в кабаке, сказывали, жильцов дворов по двести и больше».

## Общества
Географически Дигория делится на Тапан-Дигорию, Стур-Дигорию, Уаллагком и Донифарсское общество. Соответственно были разделены и сферы влияния привилегированных кланов: в Тапан-Дигории и Уаллагкоме правили баделята, в Стур-Дигории — царгасата, в Донифарсе — гагуата.
Стур Дигора
- Ахсаргин, Ахсау, Гулар, Дзинага, Куссу, Моска, Ногкау, Одола, Стур-Дигора

Донифарс
- Багайта, Донифарс, Каирта, Кумбулта, Лезгор

Тапан Дигора
- Вакац, Задалеск (Верхний & Нижний), Казахта, Калнахта, Камата, Мастинока, Махческ, Мацута, Нар (Верхний & Нижний), Оказта, Скодтата, Тавита, Фараскатта, Фаснал, Ханаз
- Караджаево (Хазнидон), Кубатиево (Урсдон) и Туганово (Дур-Дур)

Уаллагком
- Ахсиаг, Галиат, Дунта, Камунта, Хунсар

Население этого общества сформировалось в основном из переселенцев из селений Бад, Згид, Садон, Мизур, Ход, то есть ближайших алагирских населенных пунктов, а также из Нузала, Ардона и Тиба (область Туалта). Кроме дигорцев, в Уаллагкоме поселялись выходцы из других областей Кавказа — Балкарии, Чечни, Грузии. Предки ныне живущих в Уаллагкоме фамилий переселялись в эти места не только по причине малоземелья, но и по обычаю кровной мести. По местным преданиям, алагирцы с поселявшихся в Уаллагкоме людей долгое время брали дань.